# Pseudotriloculina
Pseudotriloculina es un género de foraminífero bentónico de la subfamilia Miliolinellinae, de la familia Hauerinidae, de la superfamilia Milioloidea, del suborden Miliolina y del orden Miliolida. Su especie tipo es Triloculina lecalvezae. Su rango cronoestratigráfico abarca desde el Luteciense (Eoceno medio) hasta la Actualidad.

## Clasificación
Pseudotriloculina incluye a la siguiente especie:
- Pseudotriloculina chrysostoma
- Pseudotriloculina consobrina
- Pseudotriloculina cuneata
- Pseudotriloculina cyclostoma
- Pseudotriloculina granulocostata
- Pseudotriloculina kerimbatica
- Pseudotriloculina lecalvezae
- Pseudotriloculina laevigata
- Pseudotriloculina linneiana
- Pseudotriloculina mayeriana
- Pseudotriloculina patagonica
- Pseudotriloculina philippinensis
- Pseudotriloculina rotunda
- Pseudotriloculina sidebottomi
- Pseudotriloculina subgranulata

Otra especie considerada en Pseudotriloculina es:
- Pseudotriloculina oblonga, aceptado como Pyrgo oblonga